# Sietevidas
Sietevidas (o también Siete vidas) es el octavo álbum de la banda argentina de blues y rock La Mississippi (el séptimo de estudio).
Fue publicado en 2003 por el sello Quatro K-Records, la división musical de la productora de televisión Cuatro Cabezas. Fue el último disco del grupo bajo este acuerdo.

## Historia
Sietevidas fue grabado, mezclado y masterizado hacia fines del año 2003 en los estudios Panda de la ciudad de Buenos Aires. Todos los temas pertenecen a La Mississippi. 
Sietevidas marca un cambio decisivo en el sonido de la banda, notablemente aggiornado, pero que a la vez conserva la esencia de los ritmos y géneros que caracterizaron históricamente al grupo.
El disco muestra el estado de maduración musical de la banda, tanto a nivel sonoro como compositivo. Afianzados en su sonido inconfundible, exploraron los caminos del funky y el más puro rock and roll. 
El álbum fue apoyado comercialmente por el videoclip de «Todo otra vez», con la participación de Ricardo Mollo (Divididos) y Andrés Ciro Martínez (Los Piojos).

«“Sietevidas” es un álbum importante para nosotros, tiene muchas canciones con temáticas muy abiertas, un sonido muy rock, con muchas variantes, pero yo creo que es un disco muy asentado nuestro, es la música que nos gusta hacer. Lo vas a escuchar y te va a gustar porque es un disco muy amplio, en las letras especialmente, tocamos temas diferentes».
Ricardo Tapia, octubre de 2003

Participaron en calidad de músicos invitados Juan Cruz de Urquiza (trompeta y trombón) y Sebastián Schachtel (acordeón). 
Luego de recorrer el interior de la Argentina y varios lugares del Gran Buenos Aires, La Mississippi presentó el material en cuatro conciertos a sala llena en el local porteño La Trastienda, entre julio y agosto de 2004. Los shows marcaron el debut del nuevo tecladista, Gastón Picazo (de solo 22 años), quien reemplazó a Chucky de Ipola que se sumó a Los Piojos.
La reedición del CD incluye como bonus tracks los videoclips de «Todo otra vez» y «En busca de pleitos».

## Lista de canciones
| N.º   | Título                     | Escritor(es)                   | Duración |  |
| 1.    | «Todo otra vez»            | R. Tapia                       | 2:51     |  |
| 2.    | «El dieciséis»             | R. Tapia, C. Cannavo           | 3:33     |  |
| 3.    | «En busca de pleitos»      | R. Tapia, C. Cannavo           | 2:47     |  |
| 4.    | «El último blues»          | R. Tapia, G. Ginoi             | 4:24     |  |
| 5.    | «Ermitaño»                 | R. Tapia, G. Ginoi, J.C. Tordó | 2:36     |  |
| 6.    | «La casa»                  | R. Tapia, G. Ginoi             | 2:54     |  |
| 7.    | «Bebo por amor»            | R. Tapia, G. Ginoi             | 4:00     |  |
| 8.    | «Testigo»                  | R. Tapia, C. Cannavo           | 3:19     |  |
| 9.    | «Lejos de acá»             | R. Tapia, E. Introcaso         | 3:11     |  |
| 10.   | «Veinte chicas veinte»     | R. Tapia, E. Introcaso         | 3:52     |  |
| 11.   | «Tarde hasta para un gato» | R. Tapia, G. Ginoi             | 2:28     |  |
| 12.   | «Sopa de hueso»            | R. Tapia, C. Cannavo           | 3:11     |  |
| 39:11 |                            |                                |          |  |

## Músicos

#### La Mississippi
- Ricardo Tapia — voz, guitarra acústica y eléctrica
- Gustavo Ginoi — guitarra acústica y eléctrica.
- Eduardo Introcaso — saxo alto y barítono.
- Zeta Yeyati — saxo tenor.
- Claudio Cannavo — bajo y coros.
- Miguel De Ipola — teclados, piano acústico y órgano Hammond.
- Juan Carlos Tordó — batería, percusión y coros.[6]

#### Invitados
- Juan Cruz de Urquiza — trompeta y trombón.
- Sebastián Schachtel — acordeón.